# Мартінас Шлікас
Марті́нас Шлі́кас (лит. Martynas Šlikas; народився 21 листопада 1977, Електренай, Литва) — литовський хокеїст, нападник. Наразі виступає за «Енергія» (Електренай). У складі національної збірної Литви учасник кваліфікаційних турнірів до зимових Олімпійських ігор 2006 та зимових Олімпійських ігор 2010, учасник молодіжних збірних країни (U18 та U20) на юніорських чемпіонатах світу, та почав виступати за головну команду країни з 1998 року, на чемпіонатах світу — 1999 (група «С»), 2000 (група «С»), 2001 (дивізіон I), 2002 (дивізіон II), 2003 (дивізіон I), 2004 (дивізіон II), 2005 (дивізіон I), 2006 (дивізіон I), 2007 (дивізіон I), 2008 (дивізіон I), 2009 (дивізіон I) і 2010 (дивізіон I).
Виступав за «Енергія» (Електренай), «Немунас» (Рокіскіс).